# مورغان ماكفيرسون
مورغان ماكفيرسون (بالإنجليزية: Morgan McPherson)‏ هو سياسي أمريكي، ولد في 1968.